# 카를로 아이롤디

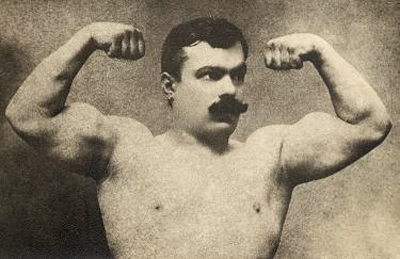

카를로 아이롤디(이탈리아어: Carlo Airoldi, 1869년 9월 21일 ~ 1929년 6월 18일)은 오리조에서 태어나 밀라노에서 사망한 이탈리아의 마라톤 선수로 1896년 하계 올림픽에 참가하기 위해 아테네까지 걸어온 것으로 유명하다.

## 어린 시절
아이롤디는 사론노 근처에 있는 오리조의 농부의 집에서 태어났다. 그는 바레제에서 열리는 운동 경기에 참가하기 시작했으며 나중에는 국내, 국제 대회에도 참가해서 당시 그의 라이벌이었던 마르세유의 루이 오르테그를 능가했다. 1892년에는 Lecco-Milano 대회 우승을 했으며 Milano-Torino 대회 우승을 했다. 그는 급속도로 유명해졌으며 당대 최고의 마라톤 선수였다. 그의 가장 큰 성공은 Milano-Barcellona 대회에서 우승을 차지(1895년 9월)한 것으로 12구간으로 나뉘는 1050km를 달리는 대회였다. 그는 우승 상금으로 2000페세타를 받았다..

## 올림픽 참가
아이롤디는 1896년 하계 올림픽에 참가하려고 했고 우승하기에도 좋은 기회였다. 하지만 그는 아테네까지 가기 위해 돈이 필요했다. 그는 당시 유명했던 잡지 "La Bicicletta"의 임원에게 많은 돈을 받았으며 아이롤디는 싸게 여행을 할 수 있었다. 그는 오스트리아와 터키를 거쳐서 그리스까지 갔으며 아테네까지 제 시간에 가기 위해 하루에 70km를 가는 모험을 감행했다. 잡지는 그의 여정을 모조리 기록했으며 쓸만한 정보또한 제공해주었다.
잡지사가 승낙을 하자 그의 여정이 시작되었다. 밀라노에서 스플리트까지 갈 때는(트리에스테(Trieste)와 피우메(Fiume) 경유) 아무 문제가 없었다. 아이롤디는 크로아티아의 해안가를 따라서 달린 뒤에 코토르와 케르키라섬에 갈 예정이었다. 하지만 재수없게도 두브로브니크에 도착하기 전에 그는 넘어져서 손을 다쳐서 텐트에서 이틀가량을 보내야했다. 그는 알바니아를 횡단하는 것을 하지말고 파트라까지 가는 오스트리아의 배에 타서 거기에서 다시 기찻길을 따라서(도로가 없었다.) 아테네까지 걷는 것을 권유받았다.
28일의 여행 끝에 도착한 아이롤디는 안타깝게도 마라톤에 참가할 수 없었다. 그는 왕궁에가서 올림픽 참가 신청을 했다. 올림픽 위원회는 Milano-Barcellona 대회에서 우승해서 받은 상금은 아이롤디가 프로 선수로 간주되며 참가 조건에 부합되지 않는다고 결정했다. 이탈리아에서 전보가 날라왔지만 진척되는 일은 없었다. 결국 아이롤디는 경기에 참가할 수 없었다. 이탈리아에서는 조직위원회가 그리스 선수가 우승할 수 있도록 강력한 경쟁자를 참석하게 하는 것을 허용치 않는다는 감정이 들끓었다. 아이롤디는 결과를 절대로 받아들이지 않았으며 스피리돈 루이스(올림픽 마라톤 우승자)에게 도전을 신청했으나 성사되지는 않았다.

## 그의 말년
집에 돌아오는 길에 스피리돈 루이스의 기록을 깨려고 여러차례 노력을 기울였으나 한 번도 성공하지 못했다. 그는 마라톤을 주로 자신이 결혼하고 일을 했던 롬바르디아와 스위스에서 했다.(베른과 취리히에서 일을 했다.) 나중에는 돈을 벌기 위해 남미로 갔다.

## 주해
1. ↑  “statistics at atleticaleggera.com”. 2018년 9월 19일에 원본 문서에서 보존된 문서. 2010년 5월 15일에 확인함.

## 같이 보기
- 1896년 하계 올림픽 육상
- 스피리돈 루이스

## 저서 목록
- Manuel Sgarella, La leggenda del maratoneta, Macchione Editore